# Krzysztof Knut
 Krzysztof Knut – generał brygady Wojska Polskiego; od 2021 zastępca dowódcy 20 Bartoszyckiej Brygady Zmechanizowanej; od 9 stycznia 2023 zastępca szefa Inspektoratu Kontroli Wojskowej; od 20 listopada 2023 dowódca 8 Dywizji Piechoty Armii Krajowej.

## Przebieg służby wojskowej
We wrześniu 1995 podjął studia wojskowe jako podchorąży w Wyższej Szkole Oficerskiej im. Tadeusza Kościuszki, które ukończył w 1999 uzyskując dyplom inżyniera – dowódcy. Był promowany na pierwszy stopień oficerski – podporucznika i w tym samym roku został skierowany do Stargardu, gdzie objął stanowisko dowódcy plutonu zmechanizowanego, następnie dowódcy kompanii i oficera sekcji operacyjnej S-3 w 6 Brygadzie Kawalerii Pancernej, pełniąc służbę wojskową do 2006. W 2006 został służbowo skierowany do Elbląga, gdzie pełnił służbę w 16 Dywizji Zmechanizowanej. 
W latach 2006–2009 uczestniczył w misjach, najpierw pełnił służbę w Polskim Kontyngencie Wojskowym w Iraku z dowódcą VII zmiany gen. dyw. Bronisławem Kwiatkowskim. W okresie tym ukończył kurs OMLT pre-deployment training – JMRC Hohenfels (Niemcy), następnie NATO Against Terrorism Course – NATO School Oberammergau (Niemcy). Od 30 października 2008 do 29 kwietnia 2009 pełnił służbę podczas IV zmiany jako dowódca OMLT w Polskim Kontyngencie Wojskowym w Afganistanie z dowódcą zmiany płk Rajmundem Andrzejczakiem. Od 2009 po powrocie z misji pełnił służbę na stanowisku specjalisty Oddziału Operacji Lądowych w Dowództwem Operacyjnym RSZ w Warszawie. 10 listopada 2013, będąc w stopniu majora, w Filharmonii Narodowej w Warszawie został wyróżniony Szablą Honorową Wojska Polskiego przez ministra obrony narodowej Tomasza Siemoniaka za dokonanie bohaterskiego czynu w walce zbrojnej podczas misji w Afganistanie. Ministrowi Obrony Narodowej towarzyszyli podczas uroczystości: sekretarz stanu w MON Czesław Mroczek i szef Sztabu Generalnego WP gen. broni Mieczysław Gocuł. W 2015 będąc na stanowisku szefa Oddziału Zaangażowania Międzynarodowego i Operacji Lądowych został pożegnany przez gen. broni Marka Tomaszyckiego. W lutym 2015 został skierowany do Elbląga, gdzie objął stanowisko szefa Wydziału Operacyjnego G-3 w dowództwie 16 Pomorskiej Dywizji Zmechanizowanej. 
18 listopada 2016 w Warszawie w siedzibie Ministerstwa Obrony Narodowej został nominowany przez ministra obrony narodowej Antoniego Macierewicza na stanowisko Szefa Zarządu Działań Niekinetycznych J-9 w Dowództwie Generalnym RSZ w Warszawie. Potem rozpoczął służbę w Elblągu na stanowisku zastępcy Szefa Sztabu ds. Wsparcia Dowództwa Wielonarodowej Dywizji Północny - Wschód. W okresie tym ukończył studia podyplomowe na kierunku polityka obronna w Akademii Sztuki Wojennej oraz uczestniczył w wielu kursach w ośrodkach szkolenia NATO. Następnie został wyznaczony na stanowisko Głównego Specjalisty Zarządu Planowania i Programowania Rozwoju Sił Zbrojnych P-5 w Sztabie Generalnym Wojska Polskiego. Od października 2021 pełnił służbę w Bartoszycach na stanowisku zastępcy dowódcy 20 Bartoszyckiej Brygady Zmechanizowanej. 9 stycznia 2023 został wyznaczony przez ministra obrony narodowej Mariusza Błaszczaka na stanowisko zastępcy szefa Inspektoratu Kontroli Wojskowej. 14 sierpnia 2023 prezydent RP Andrzej Duda mianował go na stopień generała brygady. 20 listopada 2023 na podstawie decyzji ministra obrony narodowej Mariusza Błaszczaka został wyznaczony na dowódcę tworzonej 8 Dywizji Piechoty Armii Krajowej. 

## Życie prywatne
Krzysztof Knut pochodzi z Malborka. Obecnie mieszka z żoną i dwójką dzieci w Kościeleczkach.

## Awanse
- podporucznik – 1999[2]

(...)
- generał brygady – 14 sierpnia 2023[20]

## Ordery, odznaczenia i wyróżnienia
Podczas służby wojskowej był m.in. odznaczony, wyróżniony:
- Brązowy Krzyż Zasługi – 2008[22]
- Medal Brązowy za Długoletnią Służbę - 2010
- Gwiazda Iraku – 2009
- Gwiazda Afganistanu – 2010
- Srebrny Medal „Siły Zbrojne w Służbie Ojczyzny”
- Złoty Medal „Za zasługi dla obronności kraju”
- Szabla Honorowa Wojska Polskiego – 2013[5]
- medal okolicznościowy od dowódcy Dowództwa Operacyjnego Rodzajów Sił Zbrojnych – 2015[6]
- Odznaka Honorowa Wojsk Lądowych - 2014
- Odznaka tytułu honorowego Zasłużony Żołnierz RP II stopnia (Srebrna)
- Odznaka Skoczka Spadochronowego Wojsk Powietrznodesantowych – 1997
- Wojskowa Odznaka Sprawności Fizycznej I stopnia
- Odznaka pamiątkowa 20 Brygady Zmechanizowanej – 2021, ex officio
- Odznaka pamiątkowa DORSZ
- Odznaka absolwenta Podyplomowych Studiów Polityki Obronnej ASzWoj
- Medal Pamiątkowy Wielonarodowej Dywizji Centrum-Południe w Iraku
- Medal NATO za misję ISAF

i inne 